# Dendrobeania pseudomurrayana
Dendrobeania pseudomurrayana is een mosdiertjessoort uit de familie van de Bugulidae. De wetenschappelijke naam van de soort is voor het eerst geldig gepubliceerd in 1955 door Kluge.